# 北海道道555号東相内停車場線

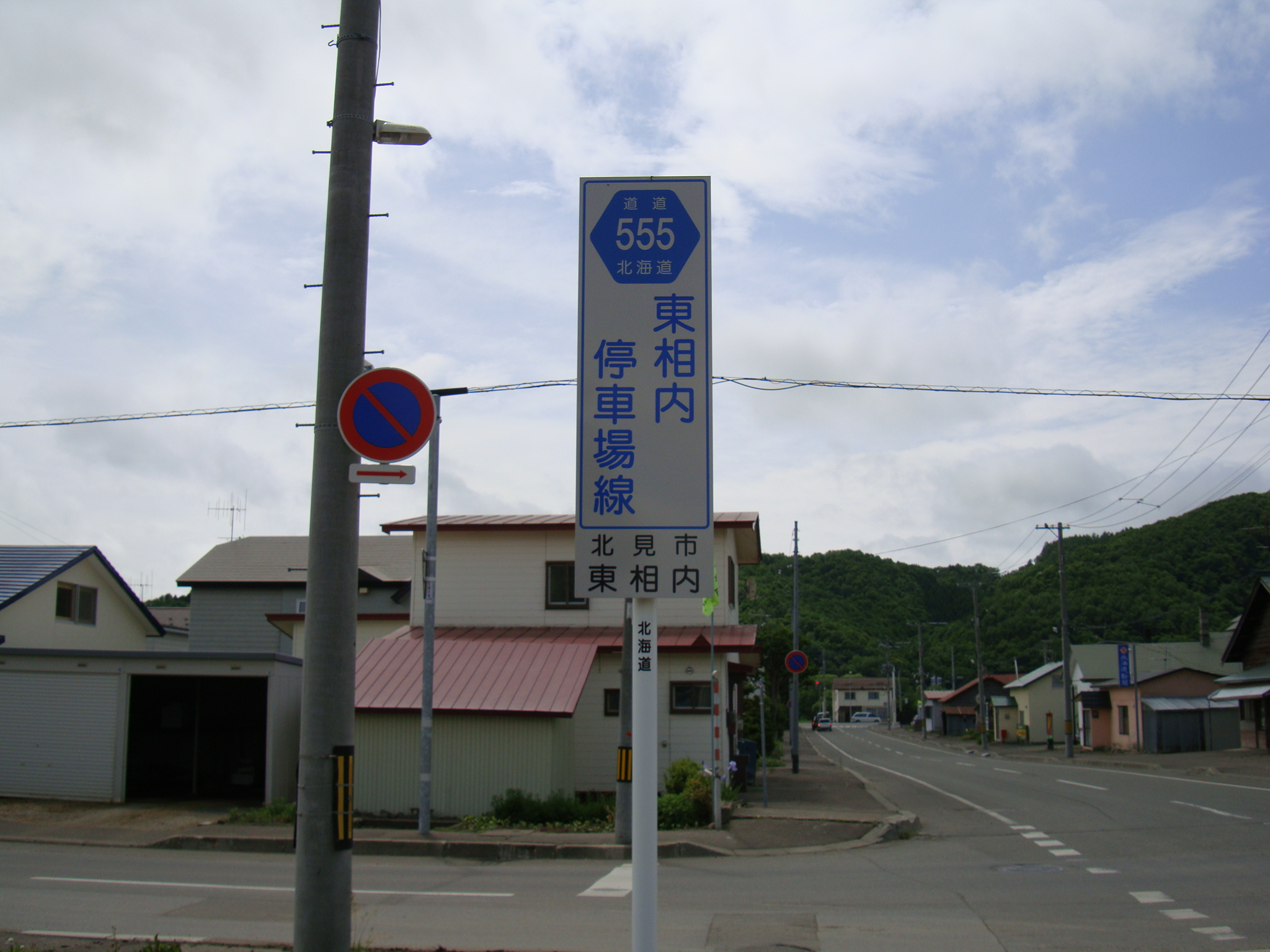
起点標識。奥の信号機が終点

北海道道555号東相内停車場線（ほっかいどうどう555ごう ひがしあいのないていしゃじょうせん）は、北海道北見市内を結ぶ一般道道（北海道道）である。

## 概要

### 路線データ
- 起点：北海道北見市東相内（JR北海道 石北本線 東相内駅）
- 終点：北海道北見市東相内（国道39号交点）
- 路線延長：0.2 km

## 歴史
- 1966年（昭和41年）3月31日 - 路線認定[1]。

路線認定当時の駅名は「東相ノ内」であったが、路線名は認定当時から「東相内」としている。（駅名は1997年4月1日に改称）

## 地理

### 通過する自治体
- オホーツク総合振興局
  - 北見市

### 交差する道路
北見市
- 国道39号 - 東相内（終点）

### 沿線にある施設など
北見市
- JR北海道 石北本線 東相内駅 - 東相内町
- 東相ノ内郵便局 - 東相内町250-4